# Bulbophyllum ortalis
Bulbophyllum ortalis là một loài phong lan thuộc chi Bulbophyllum.